# Gints Zilbalodis
Gints Zilbalodis (Riga, 13 aprile 1994) è un regista, animatore, sceneggiatore, produttore cinematografico, montatore e compositore lettone.
Nel 2025 ha vinto l'Oscar al miglior film d'animazione per Flow - Un mondo da salvare, il primo di produzione lettone a vincere tale statuetta.

## Biografia
Figlio della pittrice Dace Zēģele e del progettista Gints Zilbalodis, si laurea in design multimediale all'Accademia di belle arti "Janis Rozentāls" di Riga nel 2014. Realizza entro i 25 anni sette cortometraggi d'animazione che totalizzano oltre due milioni di visualizzazioni in rete e finiscono su pubblicazioni online di settore come Cartoon Brew, Vimeo Staff Picks e Short of the Week. La sua tesi di laurea all'Accademia, il corto Prioritātes, è stato proiettato a 46 festival di cinema in tutto il mondo.
Nel 2019 esordisce nel lungometraggio con Away, di cui cura da solo animazione, regia, sceneggiatura, produzione, montaggio e musiche. Il film concorre e vince il prix Contrechamp al festival internazionale del film d'animazione di Annecy, dove i suoi corti erano sempre stati scartati in fase di selezione. È stato poi presentato ad oltre 30 festival di cinema internazionali. È una storia dalla particolarità di essere raccontata interamente senza dialoghi, espediente che Zilbalodis ripeterà per il successivo Flow - Un mondo da salvare (2024), a cui invece lavora assieme ad altre persone e col sostegno di capitali francesi e belgi. Il film riceve un'accoglienza calorosa da parte di pubblico e critica, arrivando sino a vincere il Premio Oscar per il miglior film d'animazione e il Golden Globe per il miglior film d'animazione contro Inside Out 2 di Disney e Pixar, Il robot selvaggio di DreamWorks Animation e Wallace e Gromit - Le piume della vendetta di Netflix, impresa che Variety ha definito "storica", essendo stato interamente animato con Blender, un software open source.

## Filmografia

### Cortometraggi[1]
- Steiga (2010)
- Aqua (2012)
- Skaidrība (2012)
- Prioritātes (2014)
- Sekotāji (2015)
- Nedzirdams (2015)
- Oāze (2017)

### Lungometraggi
- Away (Projām) (2019)
- Flow - Un mondo da salvare (Straume) (2024)

## Premi e candidature
- Premio Oscar
  - 2025 – Miglior film d'animazione per Flow - Un mondo da salvare

- Golden Globe
  - 2025 – Miglior film d'animazione per Flow - Un mondo da salvare
  - 2024 - Festival internazionale del cinema d'animazione di Annecy: